# Maroun Lahham
Mons. Maroun Elias Nimeh Lahham (* 20. června 1948, Irbid, Jordánsko) je římskokatolický duchovní, který byl biskupem a prvním arcibiskupem v Tunisu, později světícím biskupem v Latinském patriachátu jeruzalémském.